# Bibracte malagassa
Bibracte malagassa är en insektsart som beskrevs av Bruner, L. 1910. Bibracte malagassa ingår i släktet Bibracte och familjen gräshoppor. Inga underarter finns listade i Catalogue of Life.